# Филипув (Подляское воеводство)
Филипув (пол. Filipów, рус. дореф. Филиппов) — ранее город, затем посад, а сейчас деревня в Сувалкском повете Подляского воеводства Польши.
Административный центр гмины Филипув. Находится примерно в 22 км к северо-западу от центра города Сувалки. По данным переписи 2011 года, в деревне проживало 2243 человека.

## История

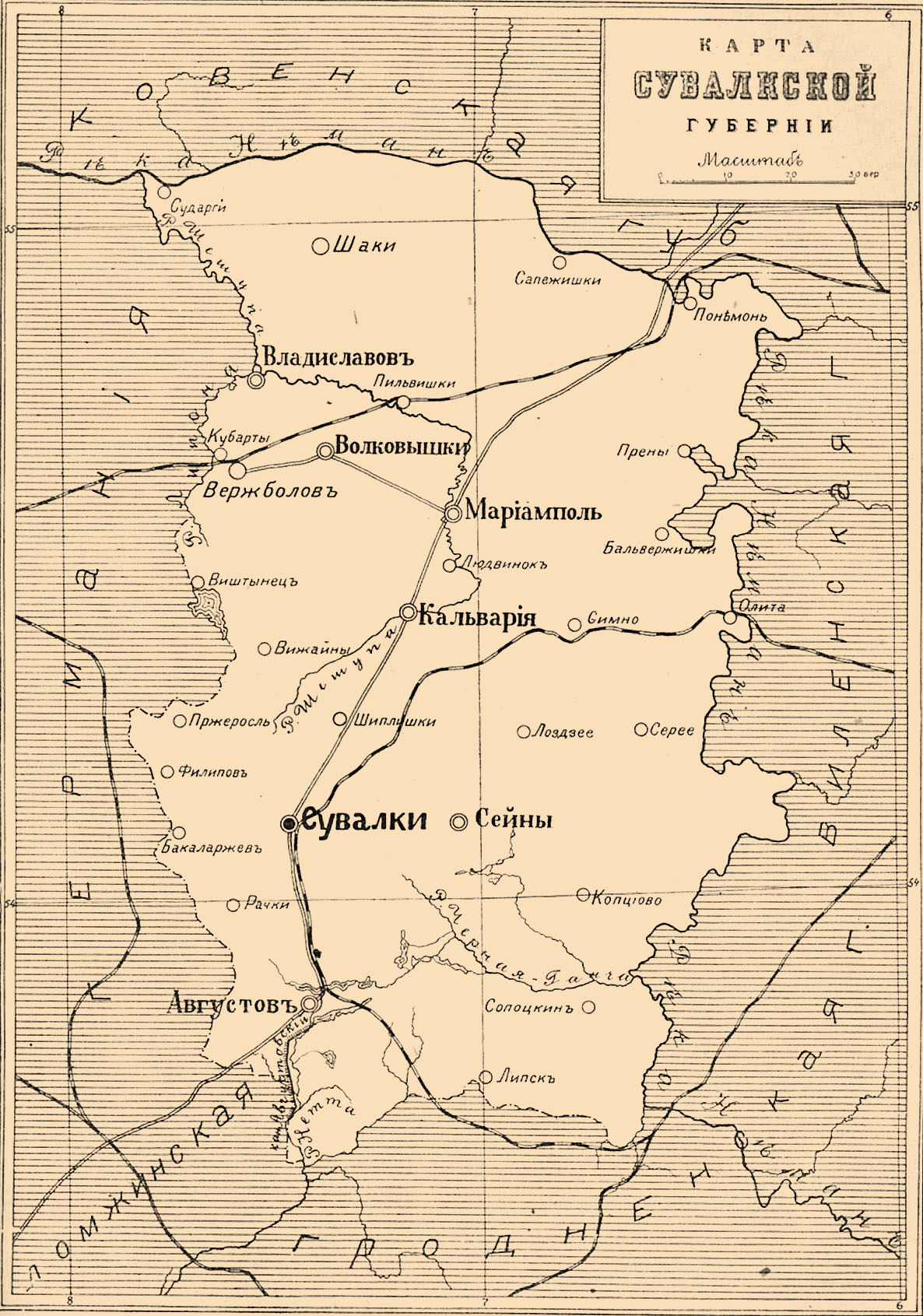
Филипов, на карта Сувалкской губернии, иллюстрация из Еврейской энциклопедии Брокгауза и Ефрона, 1906 — 1913 годов.

Деревня была основана в начале XVI века литовскими боярами братьями Шембелами и первоначально носило название Шембелово. В 1570 году, за правления Сигизмунда II Августа, город получил магдебургское право.
В 1578 году с города и его окрестностей создано негродовое староство. Первым старостой был Александр Гваньини, а после него — Кшиштоф Морштын. В том же году королевским доктором Николаем Буцелли, при поддержке Стефана Батория, в городе была основана гимназия.
В 1635 году город почти полностью сгорел. В 1656 году, в ходе Шведского потопа, состоялась битва при Филипуве.
В результате Третьего раздела Речи Посполитой город вошёл в состав Пруссии, а затем Герцогства Варшавского (1807) и Царства Польского (1812).
В 1870 году Филипув был лишён статуса города. На начало XX столетия в посаде Сувалкской губернии и уезда, Привислинского края России, были таможня и костемольный завод, осуществлялась торговля хлебом и проживало 1 029 жителей. Посад находился на прусско-русской границе.
В ходе наступательных операций ВС СССР освобождён от войск нацистской Германии. После Великой Отечественной войны по решению Потсдамской конференции передан в состав Польской республики.
В 1975 — 1998 годах Филипув относился к Сувалкскому воеводству.

## Достопримечательности
- Костёл Вознесения Девы Марии;
- католическое кладбище;
- еврейское кладбище;
- мариавитское кладбище;
- остатки евангелического кладбища;
- памятник битве 1656 года.